# Giulia Salvi
Giulia Salvi (Modena, 3 ottobre 1987) è una conduttrice radiofonica e personaggio televisivo italiana.

## Biografia
Giulia Salvi nasce a Modena il 3 ottobre 1987. Nel 2005 intraprende una carriera come modella/indossatrice. 
Nel 2006 le era stata affidata inizialmente la parte di Elodie nel film A casa nostra di Francesca Comencini, ruolo che poi sarà ceduto a Laura Chiatti venendo relegata a ruolo dell'amica anoressica e tossicodipendente della protagonista. Al festival del cinema di Roma, per la prima del film, la sua parte verrà tagliata.
Nel 2007 debutta come vj conducendo Classifica Ufficiale Indie (diventata in seguito All Music Loves Indie) e Off Live su All Music.
Nel 2008 diviene una delle voci ufficiali di Virgin Radio Italia traducendo in italiano alcuni dei brani rock più importanti nelle pillole quotidiane di Rock in Translation e realizzando numerose interviste tra le quali: Thirty Seconds to Mars, Skunk Anansie, Bon Jovi, Aerosmith, Ben Harper, Green Day e Alice Cooper.
Attualmente conduce i programmi Personal Giulia e Rockin Weekend.
Sempre nel 2008 Giulia intraprende la carriera da dj partecipando a vari eventi di action sports, tour estivi di brand automobilistici oltre a numerose performance in vari locali italiani.
Il 30 novembre 2009 debutta il programma Virgin Generation condotto insieme ad Andrea Rock. Nel 2010 nasce Virgin Radio Television, dove Giulia è stata la testimonial ufficiale della campagna di lancio e conduce la versione televisiva di Rock in Translation e Virgin Generation e dal 2020 Personal Giulia in simulcast TV-Radio.
Il 21 giugno 2010 ha condotto su Virgin Radio, insieme a Paola Maugeri, Amiche per l'Abruzzo.
Dal 2013 collabora con il programma radiofonico Lo Zoo di 105 in qualità di voce presentatrice di una serie di scenette chiamate Rocco in Translation, parodia del programma Rock in Translation.

## Vita privata
Sposata con Alessio Corradino , ha una figlia.